# Édouard Grenier
Édouard Grenier, född den 20 juni 1819 i Baume-les-Dames (Doubs), död den 5 december 1901, var en fransk skald. Han var bror till målaren Claude Jules Grenier.
Grenier skrev Petits poèmes (1859), Poèmes dramatiques (1861), Amicis (1868), Seméia (1869), Marcel (1874), Francine (1884), Poèmes épars (1889), Poésies nouvelles (1891), Chants d'un patriote (1900) med flera arbeten, utmärkta av vårdad form och lyrisk hänförelse.

## Fotnoter
1. ↑  Léonoredatabasen, Frankrikes kulturministerium, Léonore-ID: LH//1198/11.[källa från Wikidata]
2. ↑  Bibliothèque nationale de France, BnF Catalogue général : öppen dataplattform, id-nummer i Frankrikes nationalbiblioteks katalog: 11905864h, läst: 10 oktober 2015.[källa från Wikidata]
3. ↑  Charles Dudley Warner (red.), Library of the World's Best Literature, 1897, läs online.[källa från Wikidata]